# Marital Harmony
Marital Harmony es una película surcoreana sageuk de comedia romántica dirigida por Hong Chang-pyo. Protagonizada por Shim Eun-kyung, Lee Seung-gi, Kim Sang-kyung, Yeon Woo-jin, Kang Min-hyuk, Choi Woo-shik y Jo Bok-rae.

## Argumento
La historia de la princesa Songhwa de la era Joseon, quien se rehusó a aceptar su destino de casarse con uno de los cuatro príncipes pretendientes considerados para tener una buena compatibilidad marital con ella, y posteriormente escapó del palacio para encontrar al hombre que ella realmente amaba.

## Elenco

### Principal
- Shim Eun-kyung como la Princesa Songhwa.
  - Lee Han-seo como la joven Princesa Songhwa.
- Lee Seung-gi como Seo Do-yoon: El adivino.
- Yeon Woo-jin como Yoon Shi kyung.

Primer candidato a esposo de la Princesa Song-hwa . Él es un hombre ambicioso.
- Kang Min-hyuk como Kang Hwi.

Segundo candidato a esposo de la Princesa Song-hwa, es un talentoso hombre con muy buena apariencia.
- Choi Woo-shik como Nam Chi-ho.

Tercer candidato a esposo de la Princesa Song-hwa, un cálido y amable hombre conocido por su piedad filial.

### Apoyo
- Kim Sang-kyung como el rey.
- Jo Bok-rae como Gae-shi.
- Park Sun-young como Young-bin.
- Lee Yoon-gun como Park In.
- Park Ho-san como Do Seung-ji, secretario real en jefe.
- Kim Do-yeop como Jo Yoo-sang.
- Kim Joo-hun como Yook-son.
- Park Choong-sun como Eunuco Jang.
- Han Sung-yeon como Song-hwa.[9]
- Cho Soo-hyang como Man-yi.
- Kim Do-yeop como Jo Yoo-sang.
- Lee Yong-nyeo como dama de la corte Han.
- Joo Da-young como Princesa Yeo-hee.
- Min Areum como Princesa 3.
- Son Seong-chan como Juez 2.
- Park Won-ho como Sang-moon.
- Lee Jung-hyun como hombre feo 1.
- Yoon Yoo-sun como Eu Ah-ri.
- Song Yeong-jae como profesor del Real Observatorio.
- Song Kwang-won
- Lee Sun-bin como Princesa 1.
- Han Ji-an como Gisaeng 1.

### Participación especial
- Choi Min-ho como Seo Ga-yoon.
- Park Jin-joo como Ok-hee.

## Producción
Marital Harmony es la segunda película de un proyecto de tres de Jupiter Film sobre la tradicional lectura de la fortuna coreana. The Face Reader fue la primera de la serie, lanzada en 2013 y la tercera será Grave Site.
El rodaje comenzó el 9 de septiembre de 2015, y culminó el 23 de diciembre de 2015.

## Liberación
El 31 de enero de 2018 la conferencia de prensa promocional se llevó a cabo con el reparto principal y el director en el evento.
El principal tráiler de la película fue revelado el 9 de febrero de 2018.
Marital Harmony se publicó en cines locales el 28 de febrero de 2018.

## Recepción
De acuerdo a Korean Film Council, Marital Harmony encabezó la taquilla local en el primer día de su lanzamiento y atrajo audiencias de 175,022.
Durante su primer fin de semana se estrenó en 965 pantallas con un total de 489,702 espectadores, el 29,1 por ciento de la venta de entradas del fin de semana.
Mantuvo el puesto número uno durante seis días consecutivos desde su lanzamiento y superó el millón de espectadores en su séptimo día.
Durante su segundo fin de semana fue vista por 157,084 personas y cayó al cuarto lugar en la taquilla coreana.